# Serbien og Montenegros fodboldlandshold
Serbien og Montenegros fodboldlandshold (fra 1994-2003 kaldet Jugoslaviens fodboldlandshold) var det nationale fodboldhold i Serbien og Montenegro, og landsholdet blev administreret af Fudbalski Savez Srbije i Crne Gore. Holdet deltog i VM to gange og i EM en gang.
| Fodbold | Spire Denne artikel om et fodboldlandshold er en spire som bør udbygges. Du er velkommen til at hjælpe Wikipedia ved at udvide den. |

|  | Infoboks uden skabelon Denne artikel har en infoboks dannet af en tabel eller tilsvarende. |